# Torec
Torec is een Middelnederlandse Arthurroman, overgeleverd in de Haagse Lancelotcompilatie. Het werk wordt toegeschreven aan de Vlaamse dichter Jacob van Maerlant, die het vermoedelijk schreef omstreeks 1262 op Voorne.

## Edities
- Jonckbloet, W.J.A. (1846-1849). Roman van Lancelot. 2 vols. 's Gravenhage: van Stockum.
- Te Winkel, J. (1875). Jacob van Maerlants Roman van Torec. Leiden: Brill.
- Bellemans, A.T.W. (1942). Roman van Torec, van een inleiding, aantekeningen en bibliografie voorzien door dr. A.T.W. Bellemans. Antwerpen: Nederlandsche boekhandel. [Partiële editie, gebaseerd op de editie Te Winkel 1875].
- Hogenhout, J. & Hogenhout, M. (1978). Torec: een tekstuitgave naar het handschrift met een inleiding. Abcoude: Hogenhout.
- Johnson, D.F. & Claasens, G.H.M. (2003). Dutch Romances III. Five interpolated romances from the Lancelot Compilation. Woodbridge: Brewer. [Voorzien van een Engelse vertaling].
- Finet-van der Schaaf, B. (2015). Roman de Torec. Grenoble: ELLUG. [Gebaseerd op de editie Johnson en Claassens 2003, voorzien van een Franse vertaling].

## Secundaire literatuur
- Heeroma, K. (1973). Maerlants Torec als ‘sleutelroman. Amsterdam: Noord-Hollandsche uitgeversmaatschappij.
- Hogenhout, J. (1976). De geschiedenis van Torec en Miraude: een onderzoek naar de oorsprong en de ontwikkeling van een Arthurroman. Leiden: Elve.
- Van Oostrom, F.P. (1979). ‘De oorspronkelijkheid van de Torec, of: de vrije val van een detail door de Nederlandse litteratuurgeschiedenis’. In: Spiegel der Letteren 21, p. 197-201.
- Koekman, J. (1988). ‘Torec, een vorstelijk verhaal. Zinvolle verbanden in een complexe tekst’. In: De Nieuwe Taalgids 81, p. 111-124.
- Besamusca, B. (2011). 'Approaches to Arthurian Fiction: The Case of Torec'. In: Bibliographical Bulletin of the International Arthurian Society 63, p. 295-323.
- Hogenbirk, M. & Johnson, D.F. (2021). 'Translations and Adaptations of French Verse Romances: Tristant, Wrake van Ragisel, Ferguut, Perchevael, Torec’. In: Besamusca, B. & Brandsma, F. (eds.). The Arthur of the Low Countries. The Arthurian Legend in Dutch and Flemish Literature, p. 78-112. Cardiff: University of Wales Press.